# Echeveria cante
Echeveria cante ist eine Pflanzenart aus der Gattung der Echeverien (Echeveria) in der Familie der Dickblattgewächse (Crassulaceae).

## Beschreibung
Echeveria cante bildet unverzweigte Triebe mit einer Länge von 10 Zentimeter und einem Durchmesser von 2 bis 3 Zentimeter aus. Die einzelnen Blattrosetten werden bis 40 Zentimeter im Durchmesser groß. Die länglich verkehrt eiförmigen Blätter sind zugespitzt und werden bis 18,5 Zentimeter lang und bis 7,2 Zentimeter breit. Sie sind bis 6 Millimeter dick und die Oberseite ist flach bis konkav geformt. Die dick weiß bereiften Blätter sind manchmal lavendelfarben getönt und am Rand rötlich gefärbt.
Es werden ein einzelner bis zwei Blütenstände ausgebildet. Sie sind in allen Teilen bereift und cymös-rispig. Sie erreichen eine Länge von 45 bis 60 Zentimeter und haben nahe der Basis einen Durchmesser von etwa 1 Zentimeter. Es werden etwa fünf Zweige mit jeweils 4 bis 12 Einzelblüten ausgebildet. Die Blütenstiele werden 2 bis 7 Millimeter, manchmal auch bis 17 Millimeter lang und erreichen einen Durchmesser von 4 Millimeter. Die aufsteigenden Kelchblätter werden 10 bis 15 Millimeter lang. Die Blütenkrone wird bis 20 Millimeter lang und hat nahe der Basis einen Durchmesser von 10 bis 15 Millimeter. Sie ist außen bereift und orange-rosa gefärbt. Die gelblichen Nektarschüppchen sind rosa getönt.
Die Chromosomenzahl beträgt 2n = 54.

## Verbreitung und Systematik
Echeveria cante ist in Mexiko im Bundesstaat Zacatecas in der Sierra de Chapultepec zwischen Sombrerete und Fresnillo verbreitet.
Die Erstbeschreibung erfolgte 1997 durch Charles Edward Glass und Mario Mendoza-García. Die Pflanzen wurden in der Vergangenheit oft mit Echeveria subrigida verwechselt.

## Nachweise